# Kadet
Kadet was een kinderzender van Medialaan, die op 18 december 2015 van start ging ter vervanging van de zender JIM en op 22 december 2018 vervangen werd door de peuter- en kleuterzender VTM Kids Jr.

## Geschiedenis
Na veertien jaar stopte de jongerenzender JIM op 16 december middernacht, omdat jongeren steeds meer online en naar volwassenenzenders keken. Op 18 december om 16.00 uur startte Medialaan Kadet. Medialaan heeft hiervoor een content deal gesloten met Disney. Daan Van Leeuwen werd binnen Medialaan het hoofd van de kinderzenders en zal zowel Kadet als vtmKzoom verder uitbouwen in de toekomst. Daan was in het verleden onder andere programmadirecteur van de Disney-kanalen in de Benelux, Fox Kids (Nederland) en Jetix Nederland.
2BE had een kinderblok genaamd Hero City van 29 augustus 2011 tot en met 3 januari 2016. Vele programma's werden overgenomen door Kadet.
VTM zendt sinds 2015 in de ochtend herhalingen uit van vtmKzoom en Kadet. Sinds 2 oktober 2017 heet deze ochtendblok VTM Kids. Op 22 december 2018 werden vtmKzoom en Kadet vervangen door de zenders VTM Kids en VTM Kids Jr. De meeste programma's van Kadet werden verplaatst naar VTM Kids.

## Programma's
Kadet zond voornamelijk programma's uit die ook te zien waren op Disney XD.

### Internationale tekenfilms
- American Dragon: Jake Long
- Atomic Puppet
- Augurk en Pinda
- Avengers Assemble
- Back to the Future: The Animated Series
- Ben 10: Omniverse
- Beyblade
- Captain Biceps
- Blazing Team
- Danger Mouse
- Dave de Barbaar
- Dinotrux
- De avonturen van Kuifje
- De Daltons
- De Nieuwe Avonturen van Lucky Luke
- Dennis en Knarser Losgeslagen
- Elvis & Benny
- DreamWorks Dragons
- Fangbone
- Fish and Chips
- Galactik Football
- G.I. Joe: Renegades
- Guardians of the Galaxy
- Inazuma Eleven
- Harry & Bunnie
- Hot Wheels: Battle Force 5
- Hulk and the Agents of S.M.A.S.H.
- Kick Buttowski: Durfal met lef
- Kid Paddle
- Kid vs. Kat
- Lanfeust Quest
- Lego Bionicle
- Lego City Shorts
- Leonardo de Uitvinder
- Kong: Koning van de Apen
- Lucky Luke (1983)
- Lucky Luke (1990)
- Max Steel (2013)
- One Piece
- Penn Zero: Part-Time Hero
- Pokémon
- Randy Cunningham: Ninja op School
- Rated A for Awesome
- Scan2Go
- Sidekick
- Sitting Ducks (Eendenstad)
- Star Wars: De Avonturen van de Bouwmeesters
- Star Wars: Rebels
- Star Wars: The Clone Wars
- Super Wings
- The Mummy: The Animated Series
- The Owl
- The Owl and Co
- The Super Hero Squad Show
- Transformers: Prime
- Transformers: Rescue Bots
- Transformers: Robots in Disguise (2015)
- Trollenjagers: Verhalen uit Arcadia
- Turbo FAST
- Ultimate Spider-Man
- Voltron: De legendarische beschermer
- Voltron Force
- Wakfu
- Zak Storm

### Internationale live-actionseries
- Airmageddon
- Leonardo
- Power Rangers
- Zeke & Luther
- Crash and Bernstein

### Vlaamse programma's
- De Proefknuffels
- EK Kadet
- Hoe word ik een kampioen?
- Kadet Heroes: Hoe word ik een superheld?
- Pokémon Go Update
- Station Kadet
- Vloglab

## Tijdlijn
Geschiedenis van de Vlaamse televisie